# Roščinskij
Roščinskij (in russo  Рощинский?) è un insediamento di tipo urbano del distretto Volžskij, nell'oblast' di Samara, in Russia.
Si trova sulla riva sinistra del Volga, circa 30 km a sud-est di Samara.